# Enquête de vacances

Enquête de vacances (Dear Prudence) est un téléfilm américano-canadien réalisé par Paul Schneider et diffusé le 23 août 2008 sur Hallmark Channel.
Une suite, Perfectly Prudence, a été diffusée en janvier 2011.

## Synopsis
Prudence McCoy, animatrice d'une émission de télévision prodiguant des astuces et conseils pratiques pour la maison, est contrainte de prendre une semaine de vacances dans le Wyoming. Mais au lieu de se reposer, Prudence, qui a une grande perspicacité et des yeux de lynx, va élucider une affaire de meurtre avec l'aide de son assistant. Cette semaine de vacances va également lui permettre de faire une rencontre : celle de l'inspecteur Eddie Duncan, un homme assez bourru, pianiste de jazz à ses heures, qui ne la laisse pas insensible…

## Fiche technique
- Réalisation : Paul Schneider (en)
- Scénario : Les Alexander et Rob Gilmer
- Durée : 120 minutes
- Pays de production :  États-Unis,  Canada
- Date de sortie : 2008

## Distribution
- Jane Seymour : Prudence McCoy
- Jamey Sheridan : Eddie Duncan
- Ryan Cartwright (VF : Jérôme Berthoud) : Nigel Forsythe III
- Tantoo Cardinal : Ruth Vigil
- Rob Stewart : Doug Craig
- David Brown : Les Jillson
- James Kot : Jean Philippe Andrews
- Colin A. Campbell : Jack Flagg
- Mandie Vredegoor : Caitlin
- Rod Padmos : Jeffrey Symcox